# Urb
Urb is een gehucht in de gemeente Winterspelt in de Duitse deelstaat Rijnland-Palts.
Urb ligt 3,5 kilometer ten noorden van het dorpscentrum van Winterspelt. Het gehucht ligt op de linkeroever van de Our, die hier de grens met België vormt. Een paar honderd meter ten westen ligt op de andere oever van de Our het gehucht Weppeler in  Lommersweiler in de Belgische stad Sankt Vith.

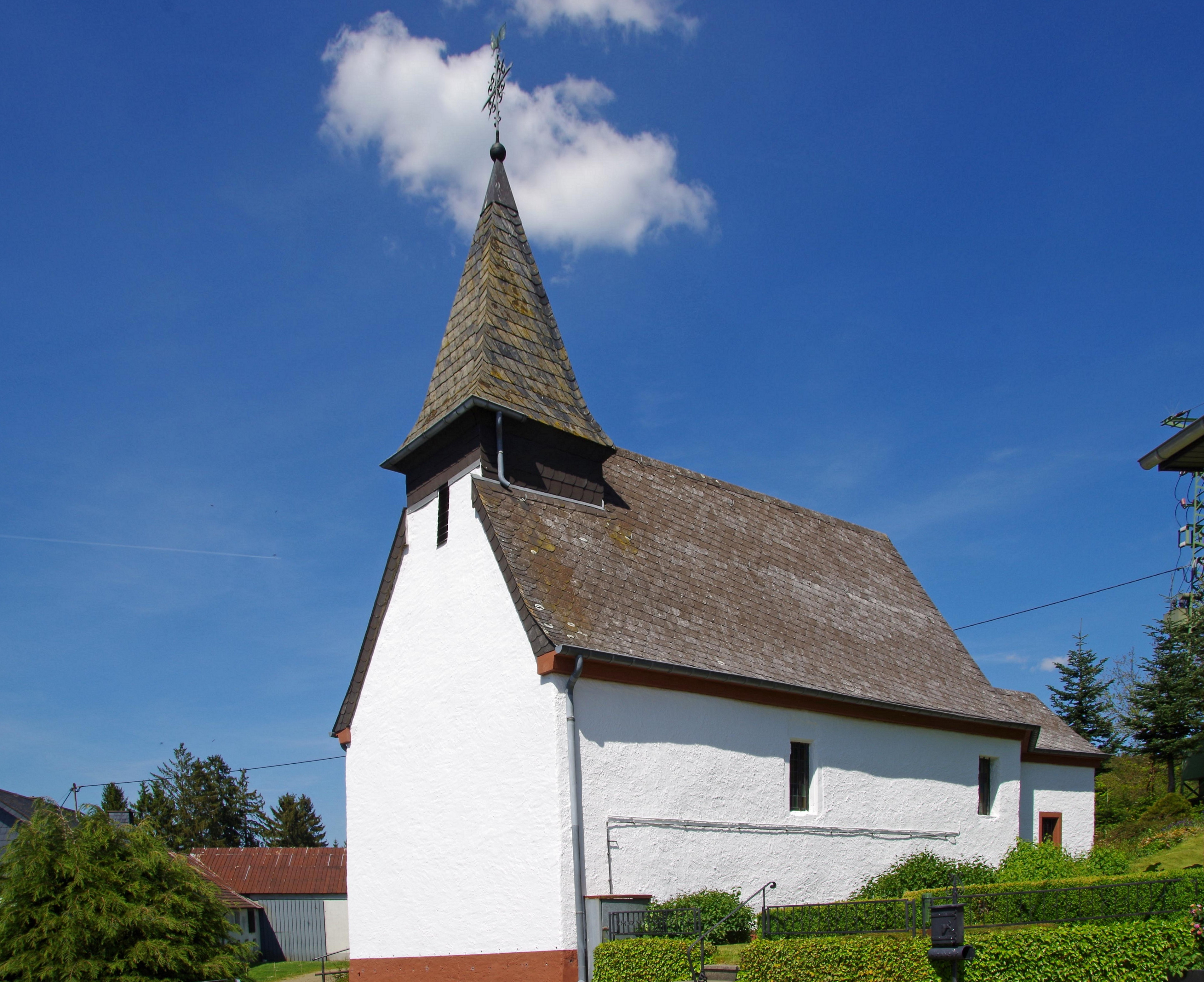
Kirche St. Hubertus

## Geschiedenis
De Ferrariskaart uit de jaren 1770 toont hier het gehucht Ourb nabij de Our, die hier de grens vormde tussen het Hertogdom Luxemburg en het Keurvorstendom Trier. 
Op het eind van het ancien régime kwam het gebied bij het Franse Saardepartement. Na de Franse bezetting ging het gebied naar Pruisen. Urb werd een gemeente binnen de "Bürgermeisterei Winterscheid".
Na de Eerste Wereldoorlog werd het gebied aan de overkant van de Our met de Oostkantons bij België aangehecht, zodat Urb nabij de landsgrens kwam te liggen.
In 1971 werd de gemeente Urb, waar ook Steinebrück tot behoorde,  bij de gemeente Winterspelt gevoegd.

## Bezienswaardighen
- De Kirche St. Hubertus (Sint-Hubertuskerk), uit de 17de eeuw[1]

Eigelscheid · Elcherath · Hasselbach · Heckhalenfeld · Hemmeres · Ihren · Steinebrück · Urb · Wallmerath · Weißenhof · Winterspelt